# Антрим (графство)
А́нтрим (англ. Antrim; ирл. Aontroim) — графство на северо-востоке Ирландии. Входит в состав провинции Ольстер на территории Северной Ирландии. Административный центр — город Антрим, крупнейший город — Белфаст. Население 618 108 человек (1-е место среди графств Северной Ирландии; данные 2011 года).

## Административно территориальное деление
Баронства:
- Нижний Антрим
- Верхний Антрим
- Нижний Белфаст
- Верхний Белфаст
- Каррикфергус(баронство)
- Кэри(баронство)
- Нижний Данлюс
- Верхний Данлюс
- Нижний Гленарм
- Верхний Гленар
- Килконуэй
- Нижний Массерин
- Верхний Maссерин
- Нижний Тум
- Верхний Тум

## География
Большая часть Антрима холмистая, особенно на востоке. Хребет тянется на север и юг, на этом направлении находятся самые высокие точки: Ноклайд (514 м), Слиевеанорра (508 м), Тростан (550 м), Слемиш (437 м), Холм Агню (474 м) и Дивис (478 м). Внутренний склон пологий, но на северном берегу хребет кончается резкими и почти перпендикулярными склонами, здесь встречаются береговой пейзаж, сильно отличающиеся своими непрерывными линиями утёсов от изрезанной береговой линии запада. Самые необычные скалы это те, которые образованы перпендикулярными базальтовыми колоннами, простирающимися на многие мили, и наиболее поразительно показаны в знаменитой Дамбе Гиганта. С восточного берега холмы поднимаются мгновенно, но не так резко, а углубления становятся шире и глубже. На обоих побережьях есть несколько курортных городов, в том числе Портраш (с хорошо известными полями для гольфа), Портбаллинтрэ и Балликасл; на востоке Кушендан, Кушендалл и Уотерфут на Ред-Бей, Карнло и Гленарм, Ларн; на море Мойл и Уайтхед на Белфаст-Лох. Все они в некоторой степени подвержены воздействию восточных ветров, преобладающих весной. Единственным островом такого размера является Г-образный остров Ратлин у Балликасла, 11 км в общей длине и 2 км в максимальной ширине, 7 км от побережья; он имеет такую же базальтовую и известняковую формацию, как и материк. Он частично пахотный и поддерживает небольшое население. Остров Маги — это полуостров, отделяющий Ларн-Лох от Северного канала.
Долины Банна и Лагана с промежуточными берегами Лох-Неа образуют плодородные низменности. Эти две реки, обе поднимающиеся в графстве Даун, являются единственными важными. Последний впадает в Белфаст-Лох, первый осушает Лох-Ней, который питается рядом более мелких ручьёв. Промысел в Банне и Лох-Нейе (особенно лосося и угря) представляет ценность как с коммерческой точки зрения, так и для спортсменов, центром которого является небольшой городок Тум, расположенный в устье реки. Непосредственно под этой точкой находится Лох-Бег, «Маленькое озеро», примерно на 4,5 м ниже, чем Лох-Ней.

## История

### Святой Патрик
Слемиш, расположенный примерно в восьми милях (13 км) к востоку от Баллимены, примечателен тем, что является местом ранней жизни святого Патрика, который был рабом в течение семи лет, недалеко от холма Слемиш, пока не бежал обратно в Великобританию.

### Антрим в «ЭСБЕ»
В начале XX века Энциклопедический словарь Брокгауза и Ефрона так описывал эту территориальную единицу на своих страницах:

«Антрим — графство и город в Ирландии, в провинции Ульстер. Графство А. образует северо-восточный угол Ирландии и граничит с С. и В. Северным каналом, с З. — с Лондондерри, а на С. З. прилегает к внутреннему озеру Ниг, на Ю. же — к Доуну. Площадь его равна 3091 км², жителей в 1881 г. насчитывалось 423171 ч., из коих городского населения 41 проц., католиков 28 проц. Восточную часть его занимает неровная, холмистая страна преимущественно трапповой формации; высота её достигает в Дивисе 475 м, в Ноклайде — 512 м, в Тростане — 549 м. Берега высокие. В западном углу перед гаванью Порт-Руз расположена группа небольших островов, называемых Скерри; восточнее — неизмеримые базальтовые массы, известные под именем „Giant’s Causeway“, или Гигантской дамбы; на С. В. значительный остров Ратлин, обитаемый рыбаками и землепашцами. Внутреннюю часть графства занимают преимущественно равнины; таков бассейн озера Ниг с притоком Майном и истоками Банна. Скотоводство значительно развито, льноводство же, сравнительно с прошлым, уменьшилось. Главная отрасль фабричной промышленности — обработка льна, но наряду с ней имеется и хлопчатобумажное производство. Центром этой промышленности, а также и торговли служит Бельфаст, первый фабричный город Ирландии, а в настоящее время и главный город графства А. Рыболовство, особенно ловля лососей, сосредоточено в двух округах: в Каррикферге и Белькастле; в последнем имеются еще обширные соляные и каменноугольные копи. Графство разделяется на 14 баронетств и 75 церковных приходов; посылает в палату общин 6 депутатов: двух от самого графства, 2 — от Бельфаста и по одному от Каррикферга и Лисбурна. Кроме этих 3 городов, видное место занимают: Баллимена (7931 ж.) и Ларне (3288 ж.).
Город А., старинный Энтрум-Ниг, бывший главным городом графства, лежит недалеко от впадения Сикс-Майль-Уотера в озеро Ниг, в 21 км к С. З. от Бельфаста. В городе этом 2020 ж., ярмарка, смирительный и рабочий дома. Раньше А. представлял собою значительный центр, посылавший до унии двух депутатов в ирландский парламент и пользовавшийся некоторыми привилегиями. Близ А. находится памятник древней ирландской архитектуры — круглая башня с конической крышей, высотою в 29 м; башня эта сохранилась лучше всех остальных памятников этого рода. Поблизости города расположены: Шенкастель, старинная резиденция фамилии О’Нель, и Антрим-Кастель, резиденция Скеффиттонов».